# Playas de Acapulco
Acapulco cuenta con 20 km de playas, desde Barra Vieja hasta Pie de la Cuesta, que se encuentran divididas entre las tres grandes zonas turísticas: Acapulco Tradicional, Acapulco Dorado y Acapulco Diamante. Acapulco es uno de los destinos turísticos de México más importantes, ya que fue el primer puerto turístico internacional de México. En la actualidad Acapulco es el puerto más visitado de Guerrero y uno de los más visitados por turistas nacionales e internacionales de México.
Acapulco cuenta con diversas playas cuyos nombres corresponden a hechos históricos, costumbres o simplemente circunstancias naturales. Actualmente unas de las playas más conocidas internacionalmente son Caleta y Caletilla, las cuales se encuentran entre las más concurridas del puerto, al igual que Playa La Condesa, Playa Hornos y Playa Manzanillo.

## Puerto Marqués

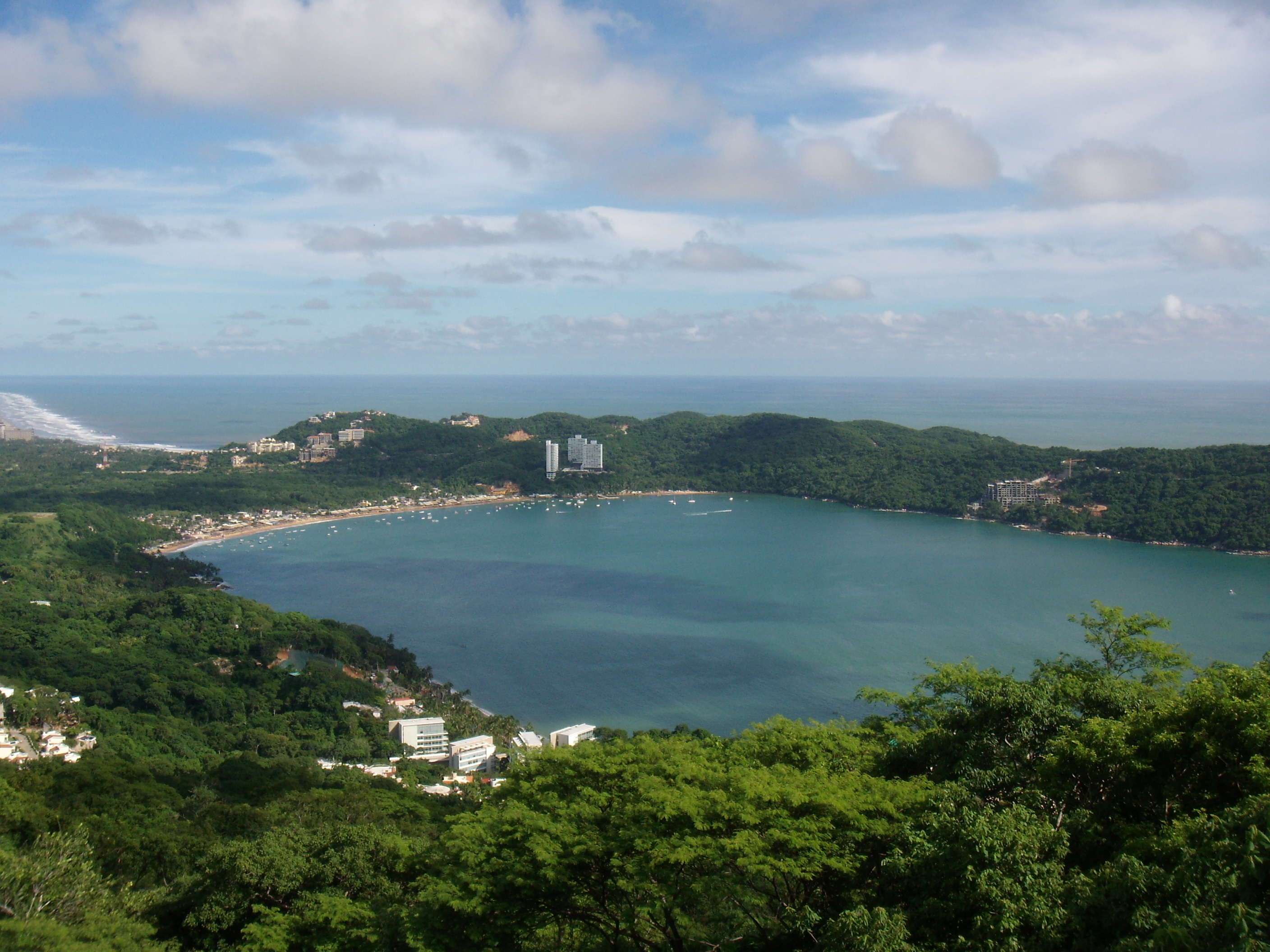
Bahía de Puerto Marqués.

Puerto del Marqués, o Puerto Marqués, forma parte del área conurbada del puerto de Acapulco, en Guerrero, México. Se ubica al sureste de la ciudad siendo su principal vía de comunicación la carretera Escénica. Su bahía, playas, así como desarrollos turísticos alrededor de la zona, han convertido al lugar en un gran atractivo en el puerto para el turismo nacional e internacional. Entre las playas principales que se encuentran en la bahía están la de Puerto Marqués, Majahua y Pichilingue.
La bahía de Puerto Marqués se localiza al sureste de la bahía de Acapulco, de la cual está unida a través del cerro El Guitarrón con su punta La Bruja, la otra punta que forma la semicircunferencia es El Diamante, hacia el sur. Puerto Marqués forma parte del área turística conocida como Acapulco Diamante. El Instituto Nacional de Ecología registra a la bahía de Puerto Marqués dentro de la Región Marina Prioritaria Coyuca - Tres Palos, misma que considera prioritaria por su alta biodiversidad. Dicha región comprende una extensión de 829 km con costas, marismas, humedales, dunas, playas y lagunas.

## Majahua
La playa Majahua es una de las playas más populares y concurridas de Puerto Marqués en Acapulco, Guerrero, al sur de México. Se localiza al sur de la bahía de Puerto Marqués, en la zona turística denominada como Acapulco Diamante. La playa tiene una extensión de 150 m de largo aproximado, siendo la playa más pequeña de dicha bahía. Se sitúa junto a la extensa playa principal de Puerto Marqués en las coordenadas 16°47′40.18″N 99°50′20.09″O / 16.7944944, -99.8389139.
Majahua presenta oleaje muy suave, semejante a las de Caleta, Caletilla y Pichilingue, esto a su vez atrae grupos concurridos de turistas que disfrutan el ambiente tranquilo del lugar, ya que la playa es ideal para la entrada de niños pequeños y personas mayores. Cuenta con una gran barra de restaurantes de mariscos que ofrecen a los visitantes diversos platillos para todos los gustos.
En el extremo norte de la playa, se aprecia un muelle construido sobre una alzada masa rocosa que divide a la playa con la de Puerto Marqués. De allí se aprecia un amplio panorama de la península de Punta Diamante que forma la bocana de la bahía, la cual se encuentra en su mayoría sin desarrollos hoteleros, ni comerciales.

## Pichilingue
La playa Pichilingue es una pequeña playa privada de Puerto Marqués en Acapulco, Estado de Guerrero, en el sur de México. Se localiza en el exclusivo y lujoso fraccionamiento Pichilingue Diamante al nornoreste de la bahía de Puerto Marqués y forma parte de la zona turística denominada Acapulco Diamante. La playa tiene una extensión de 366 m de largo aproximado.
Sus aguas son de oleaje suave ya que se encuentra protegida por la bocana de la bahía. Junto a ella, se sitúan exclusivas villas, hoteles y más a lo alto, lujosos condominios. Para acceder a la playa, se llega por la carretera Escénica en el km 14 bajando por la calle Baja Catita o bajar directamente hasta Puerto Marqués y tomar el camino correspondiente a la playa.
Pichilingue se caracteriza por la concurrencia, en algunas ocasiones, de artistas y celebridades de talla nacional como internacional que pueden ser observados desde Yates particulares que suelen navegar cerca de la playa.

## Caleta
La Playa de Caleta, junto con la Playa de Caletilla, es una de las playas más conocidas y visitadas del puerto de Acapulco, ya que se caracteriza por su bajo oleaje, ideal para la visita de niños y personas de edad avanzada. Se localiza en el primer tramo que conforma la Av. Costera Miguel Alemán, en la zona turística denominada como Acapulco Tradicional dentro del Fraccionamiento Las Playas.
La playa mide aproximadamente 200 metros de largo y es más grande que la Playa de Caletilla. En uno de los extremos se ubican los peñascos donde está construido el conocido Hotel Caleta, muy famoso en la época de los años 50 y 60.
La separa de la Playa de Caletilla, un acceso a un islote ubicado aproximadamente a 40 metros de dichas playas. Actualmente este islote es un balneario llamado Mágico Mundo Marino, el cual, alberga un acuario que muestra distintas especies de peces y reptiles, así como espectáculos, donde participan focas entre otras distintas clases de animales.
En frente, a un kilómetro de la Playa de Caleta, se localiza la Isla de la Roqueta, la cual protege a la playa del fuerte oleaje del Océano Pacífico.
La Playa de Caleta cuenta algunos restaurantes, entre ellos La Cabaña, "la Sazón de Carlos famoso por sus años en el puerto y su rica variedad de platillos de mariscos así como de comida mexicana con el sabor típico de la región. También cuenta con muchos vendedores ambulantes de comida como donas, tostadas, quesadillas etc. y cuenta con muchos restaurantes que venden gran variedad de mariscos y platillos.
Curiosidades
- La Playa de Caleta tiene una canción llamada Caleta Playa Coqueta.
- Es una de las primeras playas internacionalmente conocidas en Acapulco.

## Caletilla
La Playa de Caletilla, junto con la Playa de Caleta, es una de las playas más conocidas y famosas de Acapulco a pesar de que sus aguas no son limpias es de bajo oleaje, ideal para la visita de niños y personas de edad avanzada. Se localiza junto a un famoso mercado de artesanías en la zona turística denominada como Acapulco Tradicional dentro del Fraccionamiento Las Playas.
La Playa de Caletilla mide aproximadamente 165 metros de largo y es más chica que la Playa de Caleta. En uno de los extremos se ubican los peñascos, donde está situado el conocido Hotel Boca Chica, dicho hotel se caracteriza por estar construido en parte de la ensenada que lleva el mismo nombre.
La Playa de Caletilla está separada de la Playa de Caleta por un acceso a un islote ubicado aproximadamente a 40 metros de dichas playas. Actualmente este islote es un balneario llamado Mágico Mundo Marino, el cual, alberga un acuario que muestra distintas especies de peces y reptiles, así como espectáculos donde participan focas entre otras distintas clases de animales. En frente, a un kilómetro de la Playa de Caletilla se localiza la Isla de la Roqueta, la cual la protege del fuerte oleaje del Océano Pacífico.
La Playa de Caletilla, a diferencia de la Playa de Caleta, cuenta con un alta y numerosa gama de restaurantes de mariscos con el sabor típico de la región, que después de una reciente remodelación, brinda una excelente panorámica al turismo, tanto nacional como extranjero. Uno de los principales lugares nocturnos es el club nocturno Baby´O dado con la semejanza del nombre muchos han creído que pertenecen al mismo grupo con una similar discoteque llamada Dady´O ubicada en Cancún. En primera instancia los accionistas del Baby´O demandaron por plagio de imagen, pero dicha demanda no procedió del Instituto Mexicano de la Propiedad Industrial.

## La Angosta
La Playa La Angosta está ubicada en el área conocida como Acapulco Tradicional, aproximadamente a 2 kilómetros del zócalo de la ciudad. Está situada entre acantilados, la cual la protege del fuerte oleaje.
En el área de restaurantes se puede degustar de platillos típicos del lugar y mariscos frescos.
Por su privilegiada vista al océano, es famosa por sus puestas de sol y sus tranquilas aguas.
Puntos de Interés Cercanos
- La Quebrada
- Sinfonía del Mar

## Tlacopanocha

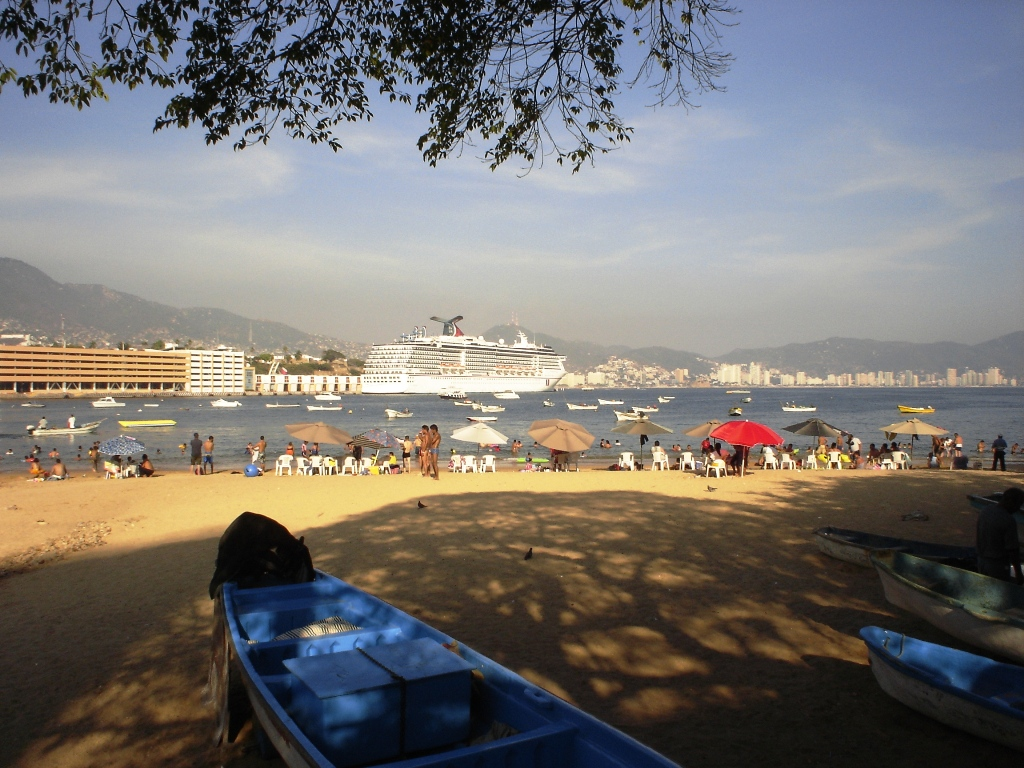
Playa Tlacopanocha.

La Playa de Tlacopanocha es una pequeña playa ubicada en la colonia Centro sobre la Av. Costera Miguel Alemán del puerto de Acapulco, dentro de la zona turística denominada como Acapulco Tradicional, se localiza al sursudoeste de la bahía de Santa Lucía. La playa mide aproximadamente 100 metros de largo y está a 290 metros de la Plaza Juan N. Álvarez en el Zócalo del puerto, junto al muelle, además de tener una muy buena comunicación y acceso a dichos sitios.
La playa cuenta con un escaso oleaje, semejante a las playas de Caleta y Caletilla, y es ideal para la visita de niños y personas mayores. La Playa de Tlacopanocha se caracteriza por tener una gran actividad pesquera, es por ello, que en gran parte de la playa se pueden observar considerable cantidad de botes y lanchas fuera de borda y dentro del agua. Es fácil apreciar los yates de pesca deportiva y todos los ejemplares que han atrapado.
Antiguamente, en el área de la playa Tlacopanocha se manejaba una moneda de madera llamada Tlaco, a su vez, en este sitio los nativos vendían y compraban un dulce llamado Panocha, y dado a este motivo se le fue denominando a través de los años como "Tlacopanocha".
Puntos de interés cercanos
- Playa Caleta
- Playa Caletilla
- Playa Tamarindos

## Tamarindos

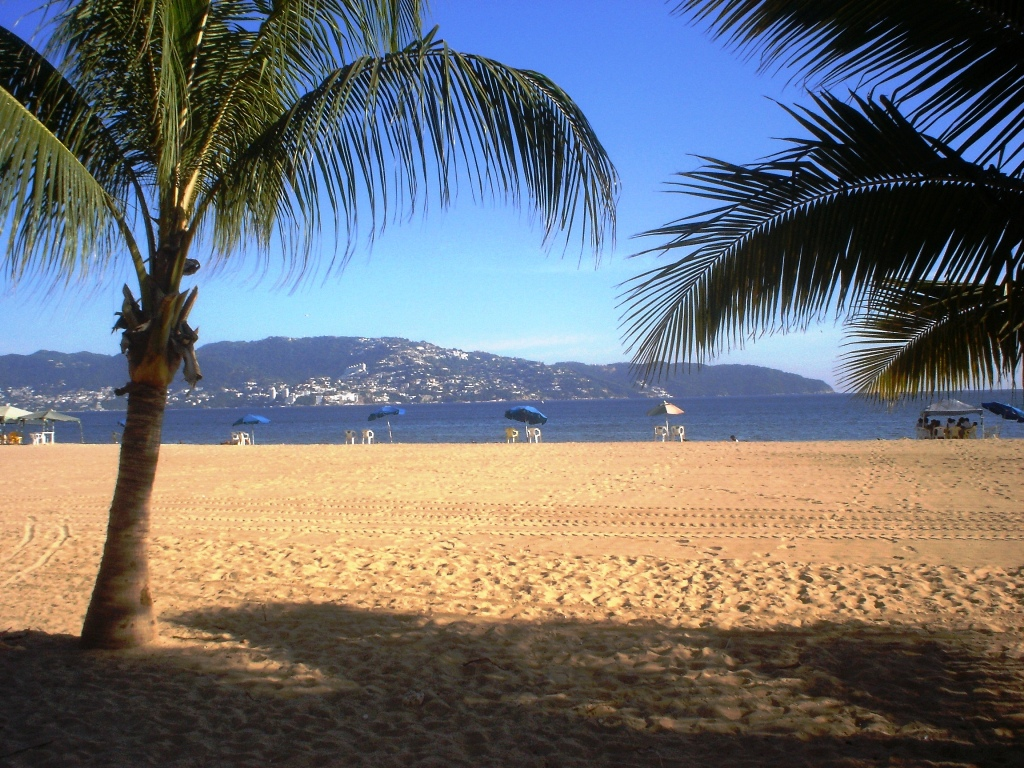
Playa Tamarindos

La playa Tamarindos es una de las playas más antiguas y famosas del puerto de Acapulco. Se localiza al noroeste de la bahía de Santa Lucía y forma parte de la zona turística denominada como Acapulco Tradicional. Comprende un pequeño tramo de la Av. Costera Miguel Alemán, desde el histórico Hotel Las Hamacas hasta alrededor de la torre del hotel Aca Bay, con 701 metros de largo aprox. colindando al este con la playa Hornos.
La playa Tamarindos posee arenas finas y un suave oleaje, sorprende aún su gran variedad de palmeras dándole un estilo tropical vivo del Acapulco antiguo. Así mismo posee una gran gama de restaurantes de mariscos que se sitúan a lo largo de la playa. Debido a sus condiciones variables, la playa también permite practicar deportes acuáticos.
Posee un muelle histórico, que actualmente es utilizado por un restaurante, junto a él se logran apreciar gran variedad de lanchas y botes, sitio que particularmente en las mañanas se utiliza como principal centro de operación de pescadores.

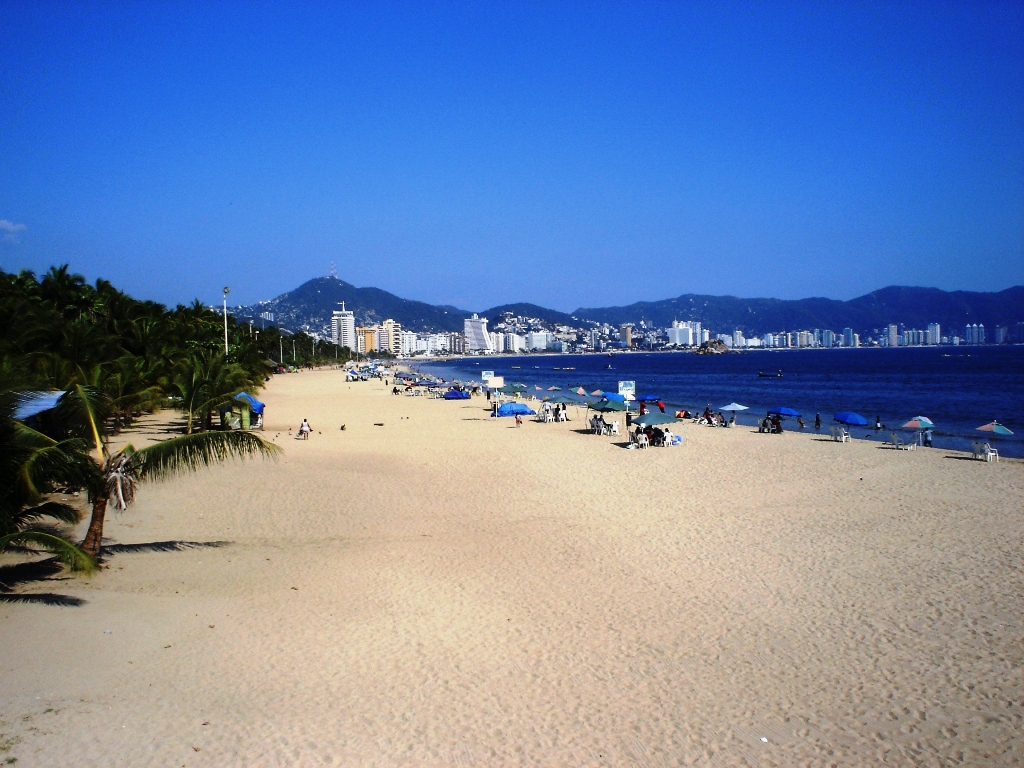
Playa Tamarindos (de este a oeste).

Desde la década de los 20's y 30's, ha sido una de las playas más visitadas por los porteños nativos, así como de turistas. Frente a ella se situaban numerosos hoteles (hoy restaurantes) que daban alojamiento apartado de la población, entre ellos destaca el El pájaro azul. A metros más al noreste adentro de la playa se situaban extensos campos que formaban una gran pista de aeropuerto que funcionó en esas décadas, posteriormente fue utilizado para enormes huertas, ahora convertida en la zona de las Avenidas Cuauhtemoc y Andrés de Urdaneta.
Tamarindos es una playa ideal para la práctica de distintos deportes, ya que posee un espacio amplio y propicio para un buen campo de fútbol y de voleibol, como resultado, frecuentemente es sede de varios Torneos de Voleibol junto con playa Hornos. En condiciones variantes de la marea, es posible practicar deportes acuáticos como el surf.
La principal zona comercial de la playa se concentra en la Av. Costera Miguel Alemán, donde se pueden apreciar gran variedad de restaurantes de mariscos, hoteles, y establecimientos en Palapas que ofrecen al turista una gran variedad de artesanías, ropa de playa, dulces típicos entre otros.
Hoteles y condominios cercanos:
- Las Hamacas
- Aca Bay

Puntos de interés cercanos
- Playa Hornitos
- Playa Hornos

## Condesa

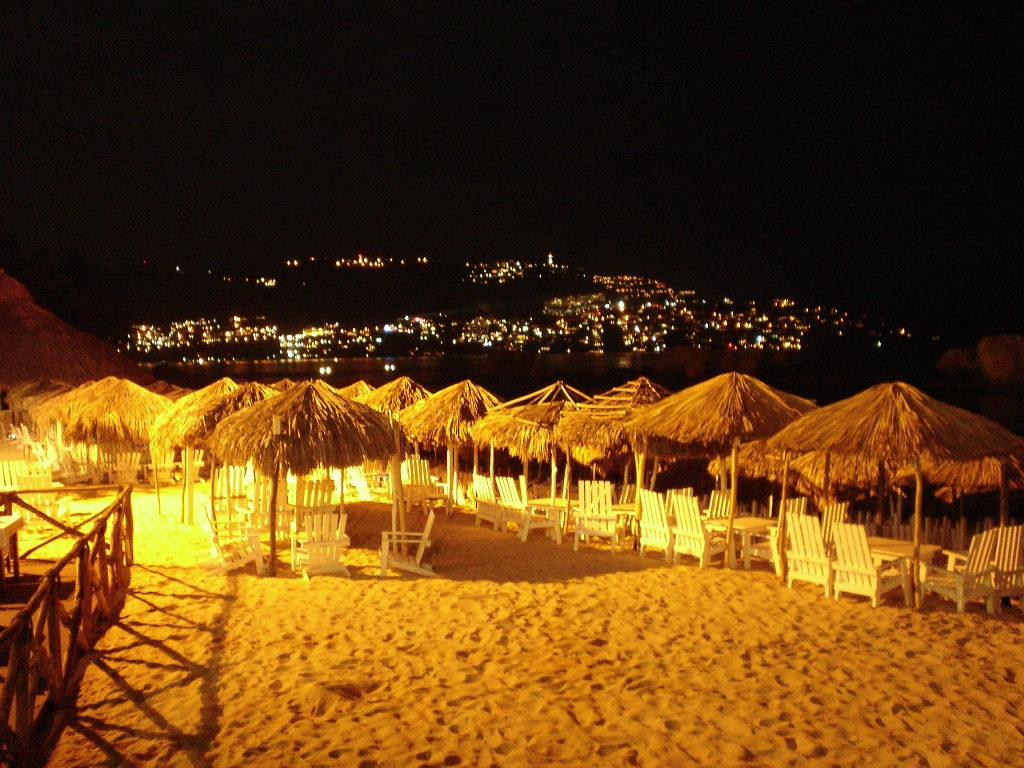
Panorama de noche de la Playa Condesa desde el restaurante Paradise.

La Playa Condesa es una de las playas más populares y concurridas del Puerto de Acapulco. Se localiza al noreste de la bahía de Santa Lucía en la zona turística denominada como Acapulco Dorado. Comprende un corto tramo de la Av. Costera Miguel Alemán, desde la plaza Marbella (Glorieta de la Diana Cazadora) hasta el Hotel Fiesta Americana, con 655 metros de largo aproximadamente.
La Playa Condesa ofrece un bello panorama con suave arena, olas moderadas que rompen en las grandes rocas a unos metros mar adentro y una peculiar gama de restaurantes de mariscos para todos los gustos. Por la noche se convierte en el sitio más concurrido por personas de todas la edades, sobre todo de mucho ambiente juvenil y turístico, para disfrutar de los numerosos bares y discotecas junto a la playa, así como admirar el frecuente y espectacular salto de la torre de 50 metros de altura del bungee, situado en uno de los restaurantes más famosos del lugar.
Deportes
La Playa Condesa, por ubicarse en una zona de la bahía de directa penetración de las mareas del Océano, presenta en muchas ocasiones un oleaje alto y riesgoso, que solo facilita entrar solo a quienes saben nadar y conocen el lugar. Sin embargo, en estas condiciones es ideal para poder disfrutar de una amplia variedad de deportes acuáticos como el windsurfing, snorkeling, parasailing, el veleo y esquí acuático.
Comercio y Desarrollo
El área de comercio de la playa se concentra en la Av. Costera Miguel Alemán donde podemos encontrar:
- Hoteles y Condominios:

- - Tortuga
  - Romano Palace
  - Fiesta Americana.

- Restaurantes y Bares:

- - Beto´s Condesa
  - Tacos N' Beer
  - Paradise
  - Barba Roja
  - Ica Taco
  - Mangos

- Discotecas y Centros Nocturnos:

- - Paradise
  - Baby Lowster
  - Ibiza Rouge
  - Ibiza Lounge

Puntos de Interés Cercanos
- Playa Icacos

## Icacos

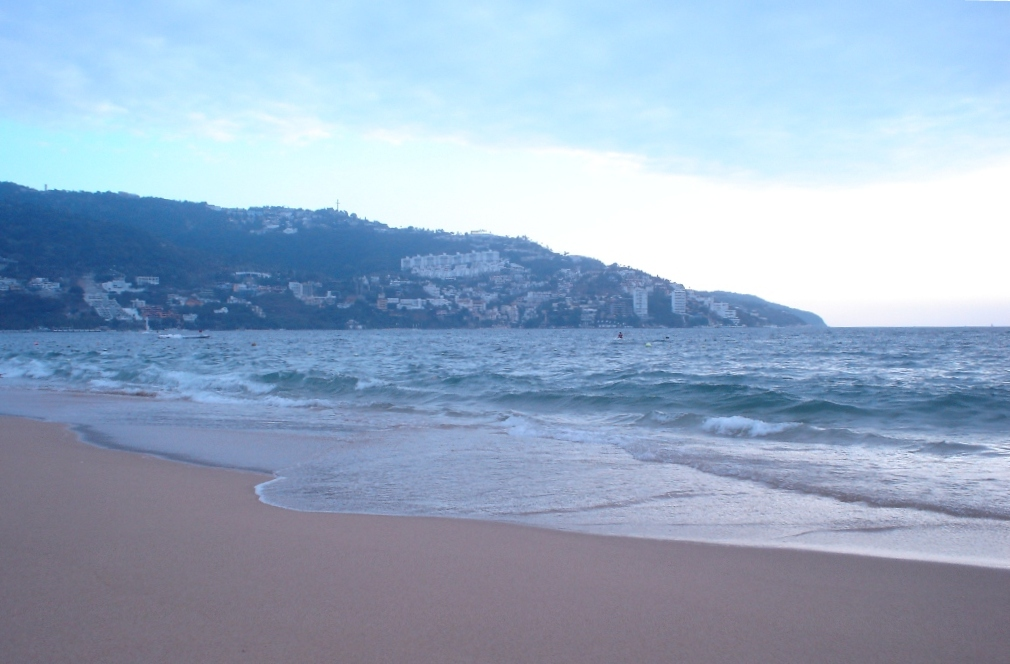
Oleaje de la Playa Icacos.

La Playa Icacos es una de las playas más famosas y concurridas del puerto de Acapulco. Se localiza al noreste y este de la bahía de Santa Lucía dentro de la zona turística denominada Acapulco Dorado. Comprende gran parte de la Av. Costera Miguel Alemán, desde el Hotel El presidente hasta la Base Naval bordeando tres fraccionamientos: Club Deportivo, Costa Azul e Icacos. Tiene 2 kilómetros, 60 metros de largo aproximadamente, convirtiéndose en la playa más extensa dentro de la Bahía de Santa Lucía.
La Playa Icacos posee aguas de oleaje variado, ya que junto con Condesa, se ubica en su extremo oeste en la zona de penetración directa del océano y favorece con olas moderadas que se van suavizando su velocidad y altura de oeste a este gracias a la protección que le da la bocana de la Bahía. Cuando la playa obedece a estas condiciones variables, es ideal para la práctica de diferentes deportes Acuáticos. Regularmente, Icacos tiene oleaje accesible para personas de todas las edades.
La Playa Icacos se sitúa en una zona que ha sido explotada comercialmente con grandes y prestigiosos hoteles, lujosas torres de condominios, centros comerciales, una infinidad de restaurantes y bares, discotecas, así como un moderno parque acuático.
Actividades y atractivos
La Playa Icacos ofrece grandes facilidades de espacio y forma extendiendo un amplio terreno que permiten al nativo o turista disfrutar de la organización de espectáculos y concursos con patrocinio de marcas comerciales, así como practicar distintos deportes como es el fútbol y voleibol. Gracias a su oleaje moderado, permite también practicar distintos deportes acuáticos.
La banana, el paracaídas, y la moto acuática, son los principales atractivos que el comercio local ofrece al turista que desee experimentar mucha adrenalina, estos son los recorridos que realizan:

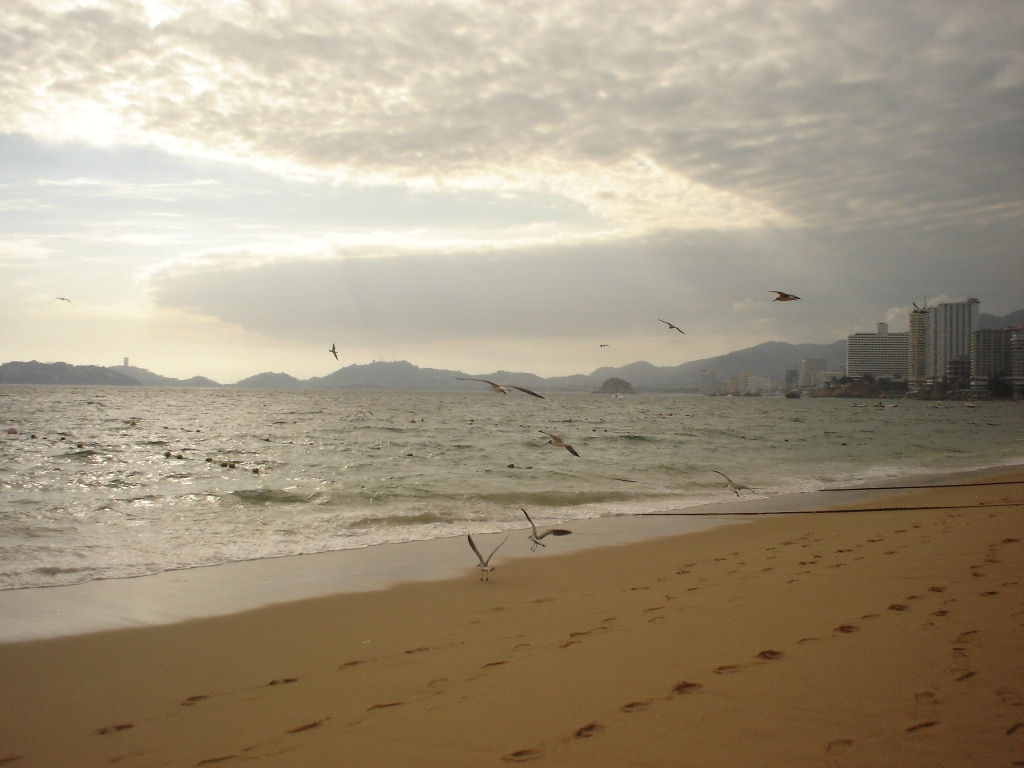
Panorama de una tarde en la playa Icacos.

- La banana. Atada con una lancha de motor, guía a la banana y sus pasajeros con su respectivo chaleco salvavidas a dar un extenso recorrido a grandes velocidades a una gran parte de la bahía de Santa Lucía. El movimiento turbulento intencionado por los pasajeros provoca que la banana se voltee bruscamente llenando de mucha emoción dicho recorrido.

- El paracaídas. Atado también a una lancha de motor, guía a las personas en el paracaídas a grandes alturas bordeando las playas principales. Se puede observar un bellísimo panorama de la bahía de Santa Lucía y la ciudad.

- La moto acuática. Rentada por el nativo o turista por determinado tiempo y puede navegar en ella a grandes distancias de la bahía, respetando ciertos límites seguros establecidos por el prestador de servicios.

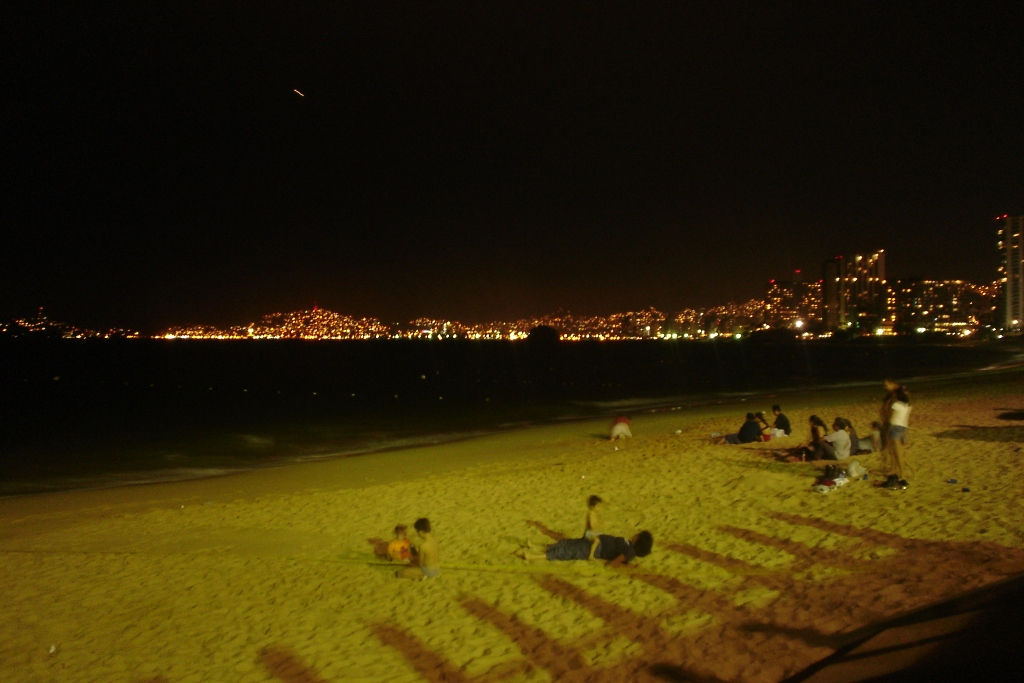
Panorama nocturno de Playa Icacos y gente concurrida en el acceso de Plaza España.

La Playa Icacos, al igual que otras playas cercanas, es el punto de recreo por la noche de concurridos grupos de personas que se reúnen para charlar, tomar, o simplemente disfrutar de la suave brisa nocturna con una fogata. Estos se reúnen con mayor frecuencia en Plaza Francia y Plaza España, dos plazas que funcionan como un fácil acceso a la playa
Comercio y desarrollo
El desarrollo comercial de la Playa Icacos ha venido creciendo en las últimas décadas. Dicha playa fue el principio para la inversión extranjera y desarrollo comercial en el puerto que comenzó con la construcción de uno de los primeros hoteles de lujo en Acapulco, Hotel El presidente, terminado en 1954 que atrajo la atención de más inversionistas para desarrollar más edificaciones en dicho lugar. Actualmente, junto a la playa se aprecia una extensa cantidad de edificaciones, y establecimientos comerciales.
- Hoteles y condominios:

- - El presidente
  - Torre de Acapulco
  - Calinda
  - Galeón y Manila
  - Elcano
  - Torre Coral
  - La Palapa
  - Hyatt Regency Acapulco
  - Torres Costa Victoria

- Bares y discotecas:

- - Baby 'O
  - El Alebrije
  - Salón "Q"
  - Hard Rock Café
  - Planet Hollywood

- Desarrollos importantes:

- - Parque Acuático El Rollo

Puntos de interés cercanos
- Playa Condesa

## Pichilingue
La Playa Pichilingue es una pequeña playa privada de Puerto Marqués en Acapulco. Se localiza en el exclusivo y lujoso fraccionamiento Pichilingue Diamante al noreste de la bahía de Puerto Marqués y forma parte de la zona turística denominada Acapulco Diamante. La playa tiene una extensión de 366 metros de largo aproximadamente.
Sus aguas son de oleaje suave ya que se encuentra protegida por la bocana de la bahía. Junto a ella, se sitúan exclusivas villas, hoteles y más a lo alto, lujosos condominios. Para acceder a la playa, se llega por la carretera Escénica en el kilómetro 14 bajando por la calle Baja Catita o bajar directamente hasta Puerto Marqués y tomar el camino correspondiente a la playa.
La Playa Pichilingue se caracteriza por la concurrencia, en algunas ocasiones, de artistas y celebridades de talla nacional como internacional, que pueden ser observados desde Yates particulares que suelen navegar cerca de la playa.

## Pie de la Cuesta
Pie de la Cuesta es una colonia que forma parte del área conurbada de Acapulco, en las costas del Estado de Guerrero. Se localiza a 10 km al noroeste de dicho puerto, en una barra que separa a la Laguna de Coyuca con el océano Pacífico.

## Majahua

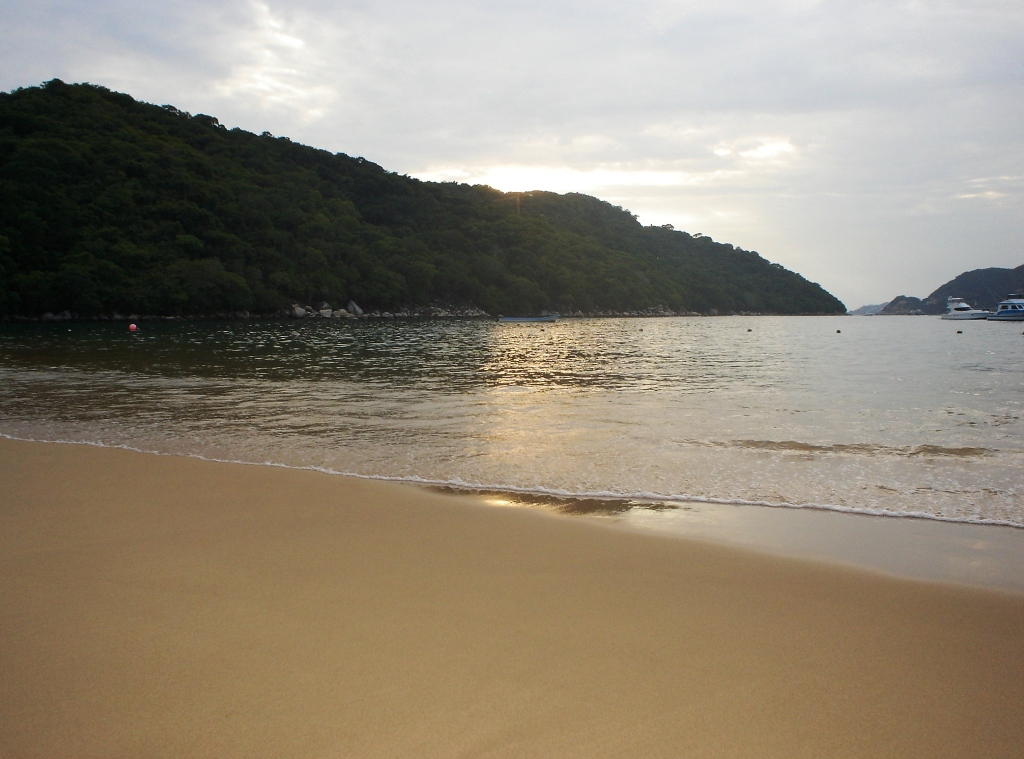
Atardecer en Playa Majahua en la bahía de Puerto Marqués

La Playa Majahua es una de las playas más populares y concurridas de Puerto Marqués en Acapulco. Se localiza al sur de la bahía de Puerto Marqués, en la zona turística denominada como Acapulco Diamante. La playa tiene una extensión de 150 metros de largo aproximadamente, siendo la playa más pequeña de dicha bahía. Se sitúa junto a la extensa playa principal de Puerto Marqués.
La Playa Majahua presenta oleaje muy suave, semejante a las de Caleta, Caletilla y Pichilingue, esto a su vez atrae grupos concurridos de turistas que disfrutan el ambiente tranquilo del lugar, ya que la playa es ideal para la entrada de niños pequeños y personas mayores. Cuenta con una gran barra de restaurantes de mariscos que ofrecen a los visitantes diversos platillos para todos los gustos.
En el extremo norte de la playa, se aprecia un muelle construido sobre una alzada masa rocosa que divide a la playa con la de Puerto Marqués. De allí se aprecia un amplio panorama de la península que forma la bocana de la bahía, la cual aún se encuentra sin desarrollos hoteleros, ni comerciales.
Puntos de Interés Cercanos
- Playa Pichilingue

## Revolcadero

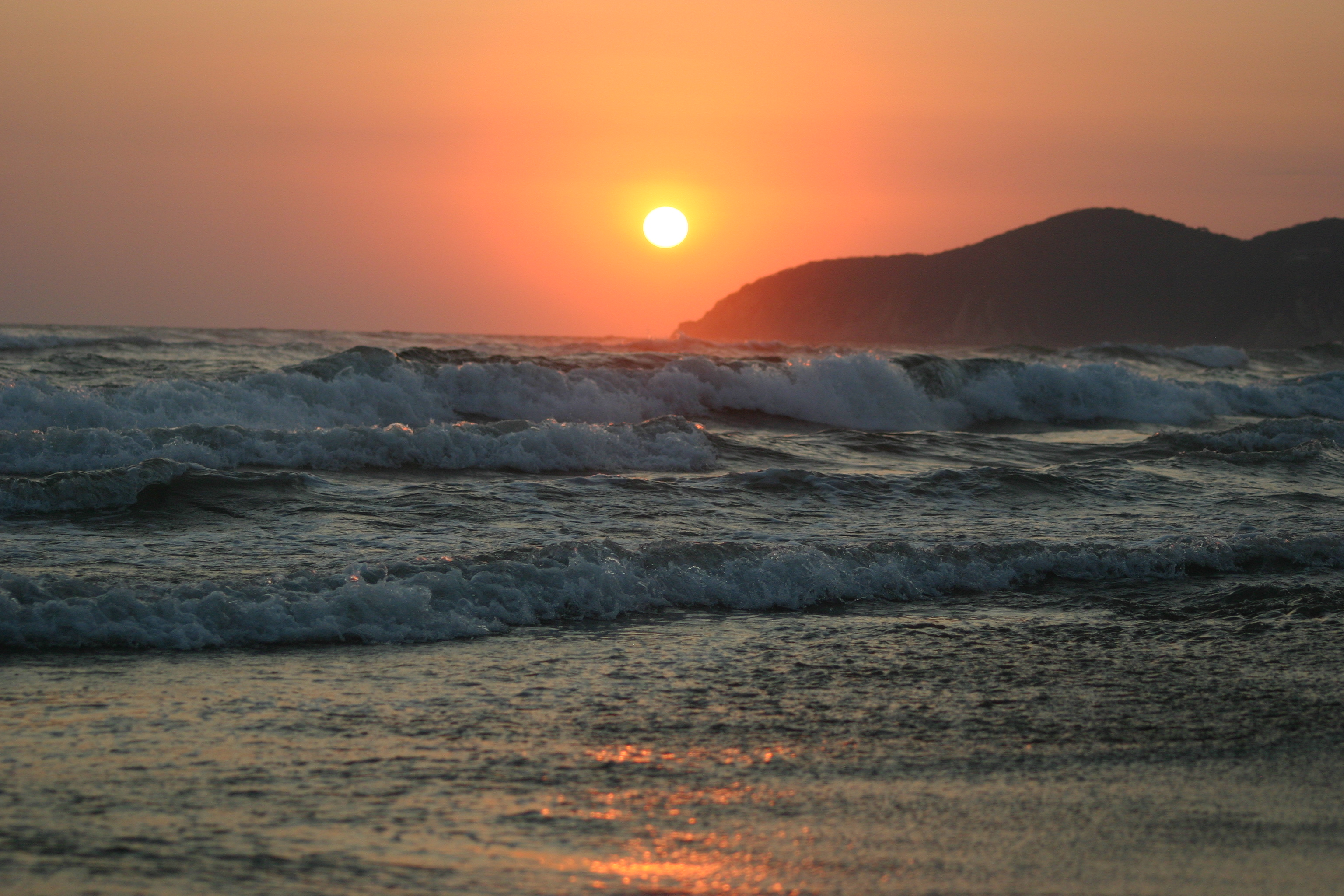
Atardecer en Playa Revolcadero.

La Playa Revolcadero es una gran extensión de playa ubicada a 10 kilómetros al sureste de la bahía de Santa Lucía y a 3,2 kilómetros de Puerto Marqués del puerto de Acapulco, es una de las más concurridas y famosas del puerto. Comprende un extenso tramo del Boulevard de las Naciones, que conduce al Aeropuerto Internacional Juan N. Álvarez, y forma parte de la zona turística denominada Acapulco Diamante. La playa mide 4 kilómetros, 60 metros de largo aproximadamente, convirtiéndose en una de las más extensas del municipio de Acapulco.
La Playa Revolcadero posee arenas (en la mayor parte) con un tono grisáceo-oscuro, debido a que a 4 kilómetros más al este de la playa se ubica la extensa Laguna de Tres Palos; presenta un oleaje moderado-alto, pese a qué es mar abierto a las libres corrientes del Océano Pacífico. En ventaja, a diferencia de la Playa Bonfil, esta playa permite bañarse en sus amplias orillas ya que posee una extensa nivelación de relieve firme mar adentro que está al alcance de la mayoría de los bañistas. Sin embargo, esta playa representa un gran peligro para las personas que no saben nadar, ya que sin que se percaten, las corrientes submarinas los jala e interna mar adentro perdiendo la posibilidad de regresar por su cuenta debido a la intensa corriente oceánica y provocando así ahogamientos sí no es rescatado a tiempo por los nativos socorristas del lugar.
A lo largo de la playa, se puede apreciar el inmenso desarrollo comercial y hotelero, que a través de los últimos 20 años, ha venido creciendo aceleradamente a Acapulco Diamante con numerosos establecimientos comerciales, lujosos hoteles y condominios que han provocado el equivocado renombramiento en distintas puntos de la playa, como en el caso del Hotel Fairmont Acapulco Princess junto a la playa conformada aún por Revolcadero y conocido erróneamente por nativos y turistas actualmente como "La Playa del Princess".
Actividades y atractivos
La Playa Revolcadero, al ser una de las playas más concurridas por el turismo durante los periodos vacacionales, posee diversas actividades y atractivos que se pueden disfrutar durante la estancia en la playa. También sí el clima lo permite se puede observar la hermosa panorámica de la puesta del sol.
Deportes

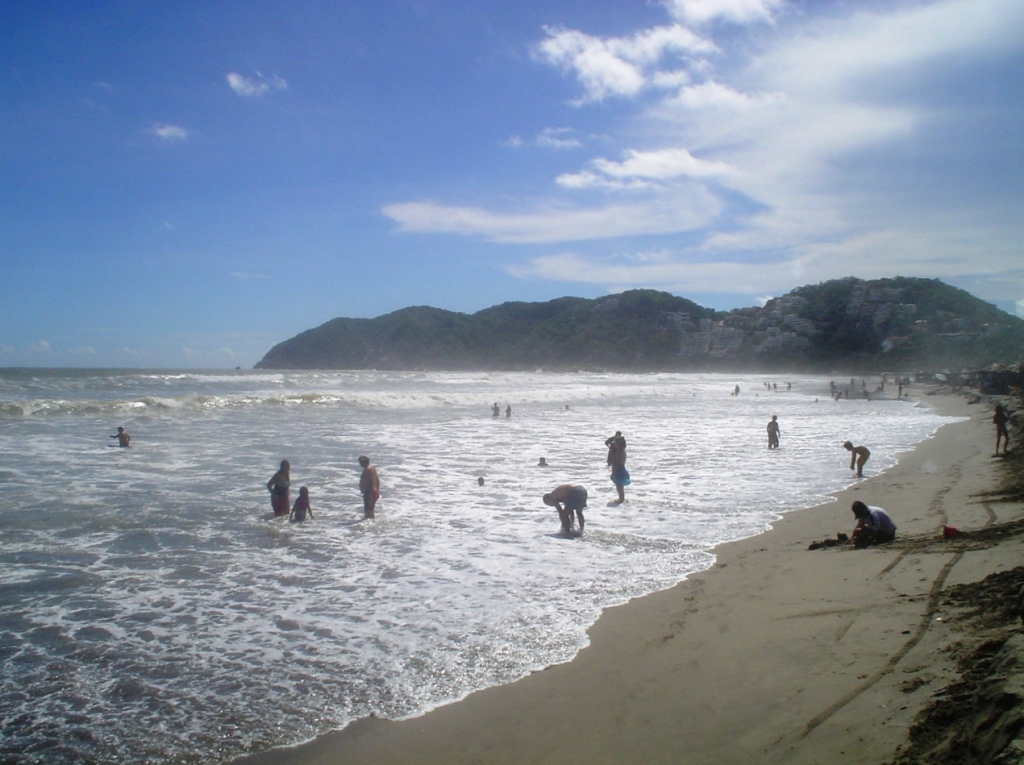
Bañistas en la Playa Revolcadero.

- Surf. Dicha playa caracterizada por su intenso y alto oleaje, es ideal para la práctica de diversos deportes acuáticos, entre ellos destaca el surf para los experimentados jóvenes, en su mayoría nativos, que desafían las intensas olas y marejadas a grandes distancias de la orilla. Dicho deporte, solo es recomendable para gente con experiencia en el deporte y en la manía del lugar ya que representa un gran peligro debido a las intensas corrientes y marejadas directas provenientes del Océano.

En la playa también es común encontrar a diversos prestadores de servicios que ofrecen la renta de pequeñas tablas para surfear a niños y a principiantes cerca de la orilla.
- Aeroplano ultraligero. Es un singular aeroplano que es rentado en distintos puntos de la playa, y se puede sobrevolar a una altura considerable y contemplar el hermoso paisaje de la playa y las bahías.

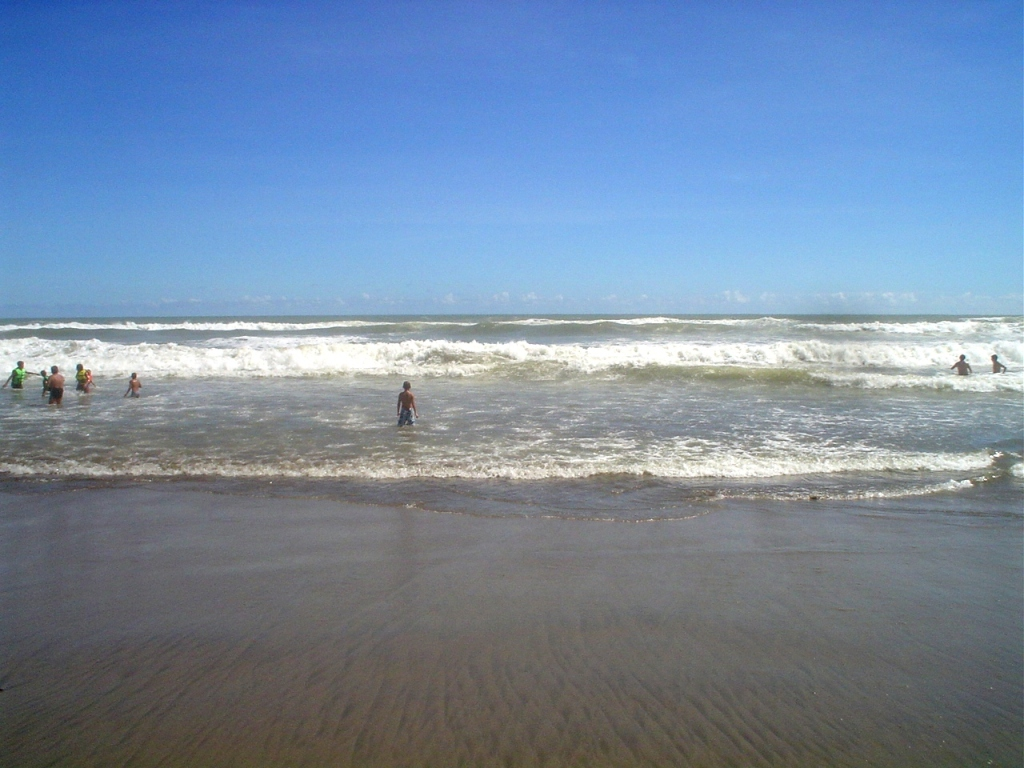
Playa Revolcadero.

- Paseos a Caballo. Sobre el caballo se puede hacer un extenso recorrido por la playa. Este paseo es ideal para los niños pequeños.

- Paseos en Cuatrimotos. En dicho paseo, es posible recorrer grandes distancias de terreno de la playa en cierto tiempo determinado por el prestador de servicios. Es recomendable manejar sobre la playa con mucha precaución, ya que puede provocar ciertos accidentes como atropellamiento a los bañistas.

### Comercio y desarrollo
La Playa Revolcadero, bordeando el corazón de Acapulco Diamante, ha sido testigo del numeroso desarrollo de la zona, con lujosos hoteles, exclusivas torres de condominios y gran cantidad de establecimientos comerciales como la construcción de la exclusiva Plaza La Isla. Dicha infraestructura económica ha bordeado la playa casi en su totalidad.
- Hoteles

- - Fairmont Acapulco Princess
  - The Grand Mayan

### Puntos de interés cercanos
- Playa Majahua